# Тренькасы
Тренькасы́ (чув. Тренкасси) — деревня в Чебоксарском районе Чувашской Республики.  Входит в состав Шинерпосинского сельского поселения.

## География
Находится в северной части Чувашии на расстоянии приблизительно 7 км на юго-восток по прямой от районного центра поселка Кугеси.

## История
Известна с 1858 года как выселок деревни Яушева (ныне в составе деревни Хыркасы). В 1897 году было учтено 316 жителей, в 1926 – 70 дворов, 317 жителей, в 1939 – 302 жителя, в 1979 – 135. В 2002 году было 40 дворов, в 2010 – 41  домохозяйство. В период коллективизации был образован колхоз «Актив», в 2010 году действовало ЗАО «Агрофирма «Ольдеевская».
Среди уроженцев деревни Герой Российской Федерации — Дмитрий Владимирович Семёнов.

## Население
Постоянное население составляло 103 человека (чуваши 98%) в 2002 году, 116 в 2010.